# Paspalum jimenezii
Paspalum jimenezii är en gräsart som beskrevs av Mary Agnes Chase. Paspalum jimenezii ingår i släktet tvillinghirser, och familjen gräs. Inga underarter finns listade i Catalogue of Life.